# حصب عوفية (المضاربة والعارة)

تعديل مصدري - تعديل

حصب عوفية هي إحدى قرى عزلة المضاربة بمديرية المضاربة والعارة التابعة لمحافظة لحج، بلغ تعداد سكانها 57 نسمة حسب تعداد اليمن لعام 2004.